# Branko Oblak
Branko Oblak (Ljubljana, 1947. május 27. –) szlovén labdarúgó, edző.

## Pályafutása

### A válogatottban
1970 és 1974 között 11 alkalommal szerepelt a jugoszláv válogatottban. Részt vett az 1974-es világbajnokságon és az 1976-os Európa-bajnokságon.

## Sikerei, díjai

### Játékosként
Hajduk Split
- Jugoszláv bajnok (2): 1973–74, 1974–75
- Jugoszláv kupa (2): 1972–73, 1973–74

Bayern München
- Nyugatnémet bajnok (2): 1979–80

### Edzőként
Olimpija Ljubljana
- Szlovén bajnok (1): 1994–95
- Szlovén kupa (1): 2002–03
- Szlovén szuperkupa (1): 1995